# Lemmy Kilmister
Ian Frazer z umetniškim imenom »Lemmy« Kilmister, angleški pevec in bas kitarist, * 24. december 1945, Burslem, Stoke on Trent, Anglija, † 28. december 2015, Los Angeles, ZDA.
Znan je predvsem kot soustanovitelj in vodja skupine Motörhead. Na začetku glasbene kariere je sodeloval v nekaj kratkoživečih zasedbah, leta 1971 pa se je pridružil rock skupini Hawkwind. Motörhead je ustanovil s kitaristom Larryjem Wallisom in z bobnarjem Lucasom Foxom ko so ga leta 1975 odpustili iz Hawkwinda zaradi težav z drogo.